# Historischer Verein der Grafschaft Ruppin
Der Historische Verein der Grafschaft Ruppin e.V. war ein Geschichtsverein in Neuruppin im brandenburgischen Landkreis Ostprignitz-Ruppin. Der Name bezog sich auf den auch als Grafschaft bezeichneten Kreis Ruppin. Der Verein wurde im Jahr 1881 gegründet und 1990 unter dem gleichen Namen wieder gegründet. Im März 2020 wurde seine Auflösung bekanntgegeben.

## Ziele und Aktivitäten
Der Verein unterstützte das städtische Museum und andere gemeinnützige Einrichtungen. Dazu erwarb er künstlerische, kulturgeschichtliche und naturkundliche Gegenstände und stellte diese als Dauerleihgabe zur Verfügung. Die Vereinsmitglieder übernahmen Führungen und hielten Vorträge, sie wirkten bei Ausstellungen und Veranstaltungen mit, erarbeiteten und vertrieben Publikationen. Daneben förderte der Verein kulturhistorische Projekte.

## Veröffentlichungen
Von Januar 1992 bis Februar 2007 wurde das Mitteilungsblatt des Historischen Vereins der Grafschaft Ruppin e.V. herausgegeben. Die Hefte 1 bis 17 mit einem Umfang von 12 (Heft 1) bis 58 (Heft 17) Seiten sind in unregelmäßiger Folge erschienen. Themen der Beiträge in den Heften sind neben Vereinsnachrichten Archäologie, Geschichte der Stadt Neuruppin, der industriellen Entwicklung, der Kirchen, der Krankenhäuser, des Militärs und der Schulen, der Juden in Neuruppin und über berühmte Persönlichkeiten sowie Erlebnis- und Reiseberichte.
Im Juni 2008 wurde das Sonderheft „Die Türme der Klosterkirche Neuruppin“ herausgegeben.